# 波切尼亚
波切尼亚（義大利語：Pocenia），是意大利乌迪内省的一个市镇。总面积23.98平方公里，人口2636人，人口密度109.9人/平方公里（2009年）。ISTAT代码为030075。